# ديفيد موريس (سياسي بريطاني)
ديفيد موريس (بالإنجليزية: David Morris)‏ هو ناشط سلام وسياسي بريطاني، ولد في 28 يناير 1930 في المملكة المتحدة، وتوفي في 24 يناير 2007. حزبياً، نشط في حزب العمال. في انتخابات البرلمان الأوروبي 1984، انتخب عضو في البرلمان الأوروبي عن دائرة Mid and West Wales (European Parliament constituency) ‏ لترشحه ضمن قائمة حزب العمال، وقد انضم خلال فترته النيابية (24 يوليو 1984 – 24 يوليو 1989) للكتلة البرلمانية التحالف التقدمي للاشتراكيين والديمقراطيين وفي انتخابات البرلمان الأوروبي 1989، انتخب عضو في البرلمان الأوروبي عن دائرة Mid and West Wales (European Parliament constituency) ‏ لترشحه ضمن قائمة حزب العمال، وقد انضم خلال فترته النيابية (25 يوليو 1989 – 18 يوليو 1994) للكتلة البرلمانية التحالف التقدمي للاشتراكيين والديمقراطيين وفي انتخابات البرلمان الأوروبي 1994، انتخب عضو في البرلمان الأوروبي عن دائرة South Wales West (European Parliament constituency) ‏ لترشحه ضمن قائمة حزب العمال، وقد انضم خلال فترته النيابية (19 يوليو 1994 – 19 يوليو 1999) للكتلة البرلمانية التحالف التقدمي للاشتراكيين والديمقراطيين.